# Before We Go (film, 2015)
Pour les articles homonymes, voir Before We Go.
 (juin 2025).
Si vous disposez d'ouvrages ou d'articles de référence ou si vous connaissez des sites web de qualité traitant du thème abordé ici, merci de compléter l'article en donnant les références utiles à sa vérifiabilité et en les liant à la section « Notes et références ».
Pour plus de détails, voir Fiche technique et Distribution.
Before We Go est un film américain réalisé par Chris Evans et sorti en 2015.
Le film a été présenté en première du Festival international du film de Toronto 2014. Il a été publié par vidéo à la demande le 21 juillet 2015, suivi d'une sortie limitée en salles aux États-Unis. Le film a reçu des critiques généralement négatives de la part des critiques et a été une déception au box-office.

## Synopsis
Brooke Dalton a raté le dernier train en partance pour Boston après qu'on lui a volé son sac. Elle rencontre Nick Vaughan, un joueur de trompette dans la gare de Grand Central. Il s'ensuit une nuit où deux inconnus se découvrent et partagent une aventure dans les rues de New York.

## Fiche technique
- Titre original et français : Before We Go
- Réalisation : Chris Evans
- Scénario : Ronald Bass, Jen Smolka, Chris Shafer et Paul Vicknair, d’après une histoire de Ronald Bass et Jen Smolka
- Musique : Chris Westlake
- Photographie : John Guleserian
- Montage : John Axelrad
- Décors : Daniel R. Kersting
- Costumes : Anney Perrine
- Production : Chris Evans, Mark Kassen, McG, Mary Viola, Karen Elise Baldwin, Howard Baldwin et William J. Immerman
  - Coproduction : Steven Bello et Mark Andrew Olsen
  - Production déléguée : Peter Pastorelli et James McGough
- Sociétés de production :  Wonderland Sound and Vision
- Société de distribution : Lantern Entertainment
- Budget : 3 millions de dollars
- Pays de production :  États-Unis
- Langue originale : anglais
- Format : couleur
- Genre : comédie dramatique, romance
- Durée : 95 minutes
- Dates de sortie : 
  - États-Unis : 12 septembre 2014 (Festival international du film de Toronto 2014) ;  21 juillet 2015 (sortie nationale)
  - France : 22 avril 2016 (VOD)

## Distribution
- Chris Evans : Nick Vaughan
- Alice Eve : Brooke Dalton
- Emma Fitzpatrick : Hannah
- Mark Kassen : Danny
- Elijah Moreland (VF : François Santucci) : Cole
- Scott Evans : le concierge

## Production
Le film a été initialement annoncé en août 2013 sous le titre provisoire 1:30 Train. À cette époque, Chris Evans a révélé qu'il jouerait à la fois dans le film et qu'il ferait ses débuts en tant que réalisateur, marquant une étape importante dans sa carrière alors qu'il se déplaçait derrière la caméra pour la première fois. Le projet a été décrit comme un drame romantique axé sur les personnages dans la lignée de Before Sunrise, se concentrant sur deux étrangers qui se rencontrent et forment une connexion inattendue au cours d'une seule nuit à New York.
En octobre 2013, l'actrice britannique Alice Eve a rejoint le casting en tant que protagoniste féminine face à Evans. Le film a été produit par Wonderland Sound and Vision et la société de production de McG, avec le soutien de la production de Voltage Pictures, qui a également géré les ventes internationales.
Le tournage a commencé au début du mois de décembre 2013 et a eu lieu entièrement sur place à Manhattan, principalement dans le Lower East Side et autour du Grand Central Terminal. Le tournage a duré 19 jours et s'est terminé selon un calendrier serré et un budget modeste, estimé à 3 millions de dollars. Evans a commenté plus tard les défis de la mise en scène et du jeu d'acteur simultanément, en particulier dans les environnements urbains au rythme rapide avec un contrôle limité sur les variables du monde réel telles que les foules et la météo.
La partition originale du film a été composée par Chris Westlake, qui avait déjà collaboré avec Evans sur des courts métrages. La partition de Westlake a été conçue pour compléter l'atmosphère calme et intime du film, en s'appuyant sur des arrangements minimalistes pour souligner le voyage émotionnel des deux personnages centraux.[ 10] En plus des compositions de Westlake, le film présente plusieurs moments musicaux diégétiques, y compris une scène clé dans laquelle le personnage d'Evans interprète "My Funny Valentine".
En juillet 2014, il a été annoncé que le film avait été rebaptisé Before We Go et a été sélectionné pour être présenté en première dans la section Présentations spéciales au Festival international du film de Toronto 2014.